# Sant Martí de la Riba (Millars)
Sant Martí de la Riba era l'església d'una granja monàstica del terme comunal de Millars, a la comarca del Rosselló (Catalunya del Nord).
Estava situada a l'esquerra de la Tet, al nord-oest del poble de Millars, a la partida que encara avui dia es coneix amb el nom de Sant Martí. Se'n conserven tot just algunes restes.